# Державна таємниця України
Державна таємниця в Україні (або ще секретна інформація, скор. ДТ) — вид таємної інформації, що охоплює відомості у сфері оборони, економіки, науки і техніки, зовнішніх відносин, державної безпеки та охорони правопорядку, розголошення яких може завдати шкоди національній безпеці та які визнані у порядку, встановленому Законом, державною таємницею і підлягають охороні державою.

## Особливості визначення державної таємниці в Україні
В Україні підхід до визначення державної таємниці багато в чому схожий з радянським — об'єктивною причиною для цього був розпад СРСР і перехід частини його державних секретів до незалежної України. Інформацію з обмеженим доступом віднесену до ДТ в Україні можна зіставити з трьома вищими рівнями класифікації чутливої інформації (згідно з національним законодавством держав-учасниць НАТО).
Характерно для законодавства держав-учасниць НАТО є те, що в ньому, на відміну від законодавства України, немає розподілу інформації з обмеженим доступом на державну таємницю та іншу передбачену законом таємницю — там існує єдина класифікація чутливої інформації (аналог інформації з обмеженим доступом) з відповідними грифами обмеження доступу до неї.

## Законодавче забезпечення
Основним документом щодо охорони ДТ в Україні є Закон України «Про державну таємницю». Безпосередній порядок забезпечення захисту ДТ визначається рядом постанов КМУ.
Інформація, яка належить до ДТ публікується у Зводі відомостей, що становлять державну таємницю.
Не належить до державної таємниці інформація:
- про стан довкілля, про якість харчових продуктів і предметів побуту;
- про аварії, катастрофи, небезпечні природні явища та інші надзвичайні події, які сталися або можуть статися і загрожують безпеці громадян;
- про стан здоров'я населення, його життєвий рівень, включаючи харчування, одяг, житло, медичне обслуговування та соціальне забезпечення, а також про соціально-демографічні показники, стан правопорядку, освіти і культури населення;
- про факти порушень прав і свобод людини і громадянина;
- про незаконні дії органів державної влади, органів місцевого самоврядування та їх посадових осіб;
- інша інформація, яка відповідно до законів та міжнародних договорів не може бути засекречена[2].

Обмеження доступу до ДТ здійснюється шляхом надання відповідного грифу обмеження доступу матеріальному носієві інформації, що становить ДТ. Є такі грифи обмеження доступу: Таємно; Цілком таємно; Особливої важливості.
Віднесення інформації до державної таємниці здійснюється державними експертами з питань таємниць.
Інформація вважається державною таємницею з часу опублікування Зводу відомостей, що становлять державну таємницю, до якого включена така інформація, чи зміни до нього.

## Охорона ДТ
Система охорони державної таємниці України триланкова, до неї входять такі основні суб'єкти:
1. Вищі органи державної влади (визначення політики ОДТ та напрямків її реалізації, координація дій): Президент України; Рада національної безпеки і оборони України при Президентові України; Верховна Рада України; Кабінет міністрів України
2. Центральні ОДВ: Міністерства та відомства — галузева ОДТ; Служба безпеки України — спеціально уповноважений орган в галузі ОДТ.
3. Місцевий рівень (виконання політики ОДТ): Місцеві органи ДВ та місцевого самоврядування; Режимно-секретні органи об'єктів інформаційної діяльності, на яких обробляється ДТ.

Розголошення державної таємниці переслідується за законодавством,